# 特雷森施泰因山 (托特斯山脈)

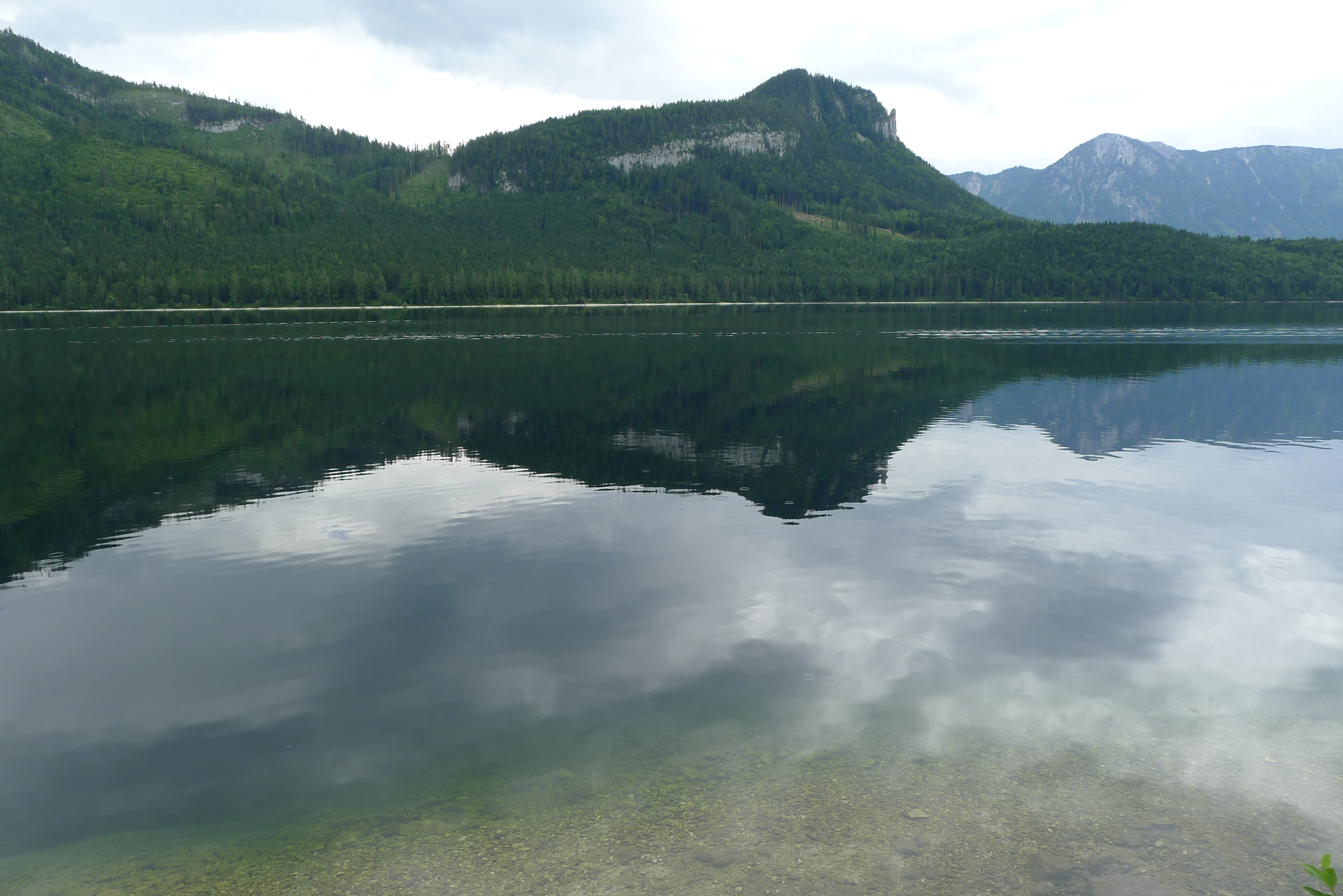

47°37′36″N 13°47′21″E / 47.62655°N 13.78910°E
特雷森施泰因山（德語：Tressenstein），是奧地利的山峰，位於該國東南部，由施泰爾馬克州負責管轄，屬於托特斯山脈的一部分，海拔高度1,201米，每年平均降雨量1,801毫米。